# 德米特里·托卡列夫
德米特里·斯捷潘诺维奇·托卡列夫（俄语：Дми́трий Степа́нович То́карев，1902年10月1日—1993年11月19日）苏联国家安全人员，少将，曾担任塔吉克苏维埃社会主义共和国国家安全部长。1991年，在卡廷大屠殺案件中作证人。